# (789) Лена
(789) Лена (лат. Lena) — небольшой астероид главного пояса, принадлежащий к спектральному классу X. Он был обнаружен 24 июня 1914 года советским астрономом Григорием Неуйминым в Симеизской обсерватории и назван в честь матери первооткрывателя Елены Петровны Неуйминой.

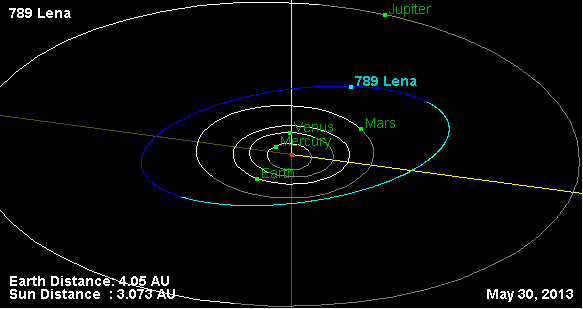
Орбита астероида Лена и его положение в Солнечной системе

Астероид движется в непосредственной близости к семейству Эвномии, но судя по спектральным характеристикам не входит в него, поскольку его члены принадлежат к классу S.
Фотометрические наблюдения, проведённые в 1999 году в Oakley Observatory, Индиана, позволили получить кривые блеска этого тела, из которых следовало, что астероид возможно имеет неправильную форму и период вращения вокруг своей оси у него равняется 5,85 ± 0,05 часам, с изменением блеска по мере вращения 0,5 ± 0,01 m.